# Naidangiin Tüvshinbayar
Naidangiin Tüvshinbayar (en mongol : Найдангийн Түвшинбаяр) est un judoka mongol né le 1er juin 1984. Il évolue dans la catégorie des moins de 100 kg (poids mi-lourds), catégorie de poids dont il est champion olympique en 2008, puis vice-champion olympique en 2012.

## Biographie
Naidangiin Tüvshinbayar se révèle en 2007 en montant sur le podium de deux tournois majeurs européens : le Tournoi de Paris et celui de Hambourg. Il remporte par la suite la médaille d'argent aux championnats d'Asie ; le judoka n'est alors battu que par le Japonais Takamasa Anai. Lors des championnats du monde 2007 organisés à Rio de Janeiro, il échoue au pied du podium en toutes catégories après avoir été éliminé au second tour en moins de 100 kg. En toutes catégories, Tüvshinbayar est battu par l'Ouzbek Abdullo Tangriev lors du combat pour la troisième place. Début 2008, le judoka confirme ses bons résultats de l'année précédente en ne perdant qu'en finale du Tournoi de Paris contre le Grec Ilias Iliadis. Au niveau continental, il décroche une médaille de bronze, des résultats suffisants pour lui permettre de se qualifier pour les Jeux olympiques d'été de 2008.
Lors de ce tournoi olympique, il réalise un parcours sans-faute en écartant notamment le Japonais Keiji Suzuki, transfuge et champion olympique en titre des poids lourds, dès le premier tour et le Sud-coréen Jang Sung-ho, vice-champion olympique en titre en mi-lourds. Opposé en finale au Kazakh Askhat Jitkeïev, le Mongol le domine d'un waza-ari pour conquérir la médaille d'or offrant ainsi à la Mongolie le premier titre olympique de son histoire sportive.
Il obtient la médaille de bronze aux championnats du monde le 2 septembre 2017.

## Palmarès

### Jeux olympiques
- Jeux olympiques de 2008 à Pékin (Chine) :
  -  Médaille d'or en moins de 100 kg (poids mi-lourds).
- Jeux olympiques de 2012 à Londres (Royaume-Uni) :
  -  Médaille d'argent en moins de 100 kg (poids mi-lourds).

### Divers
- Principaux tournois :
  - 2 podiums au Tournoi de Paris (3e en 2007, 2e en 2008).
- Continental :
  - 2 podiums aux championnats d'Asie (2e en 2007, 3e en 2008).